# Société Missionnaire de Marie
Ne doit pas être confondu avec Sœurs missionnaires de la Société de Marie.
La Société Missionnaire de Marie (en latin : Instituti Sororum Missionariarum a Maria seu Xaverianarum) forment une congrégation religieuse féminine missionnaire et hospitalière de droit pontifical.

## Histoire
Après avoir fondé la société de saint François Xavier pour les missions étrangères, Guy Marie Conforti (1865-1931) songe à fonder une congrégation féminine pour soutenir les missionnaires dans l'œuvre d'évangélisation, mais sa mort prématurée l'empêche de mener à bien son projet.
La congrégation est fondée à Parme en 1945 par Celestine Bottego 1895-1980) avec l'aide du Père xavérien Jacques Spagnolo (1912-1978). Le 2 juillet 1950, Celestine et ses trois premières compagnes prononcent leurs vœux. Le chapitre général des Xavériens reconnaît l'institut comme sa branche féminine le 27 septembre 1951. La communauté est érigée le 2 juillet 1955 en droit diocésain par Mgr Evasio Colli (it), évêque de Parme. L'institut reçoit le décret de louange le 12 novembre 1964 par la congrégation pour l'évangélisation des peuples.
En septembre 2014, trois religieuses italiennes de la congrégation, Bernardetta Boggian, Lucia Pulici et Olga Raschietti, sont assassinées à Kamenge au Burundi.

## Activité et diffusion
Les sœurs se consacrent aux missions, aux œuvres de charité, et aux soins des malades.
Elles sont présentes en : 
- Europe : Italie ;
- Amérique : Brésil, États-Unis, Mexique ;
- Afrique : Cameroun, République Démocratique du Congo, Tchad ;
- Asie : Japon, Thaïlande.

La maison-mère est à Parme. 
En 2017, la congrégation comptait 224 sœurs dans 36 maisons.